# Франсуаза Арнуль
Франсуаза Арнуль (франц. Françoise Arnoul); 3 июня 1931, Константина — 20 июля 2021, Париж) — французская актриса
 театра, кино и телевидения.

## Биография

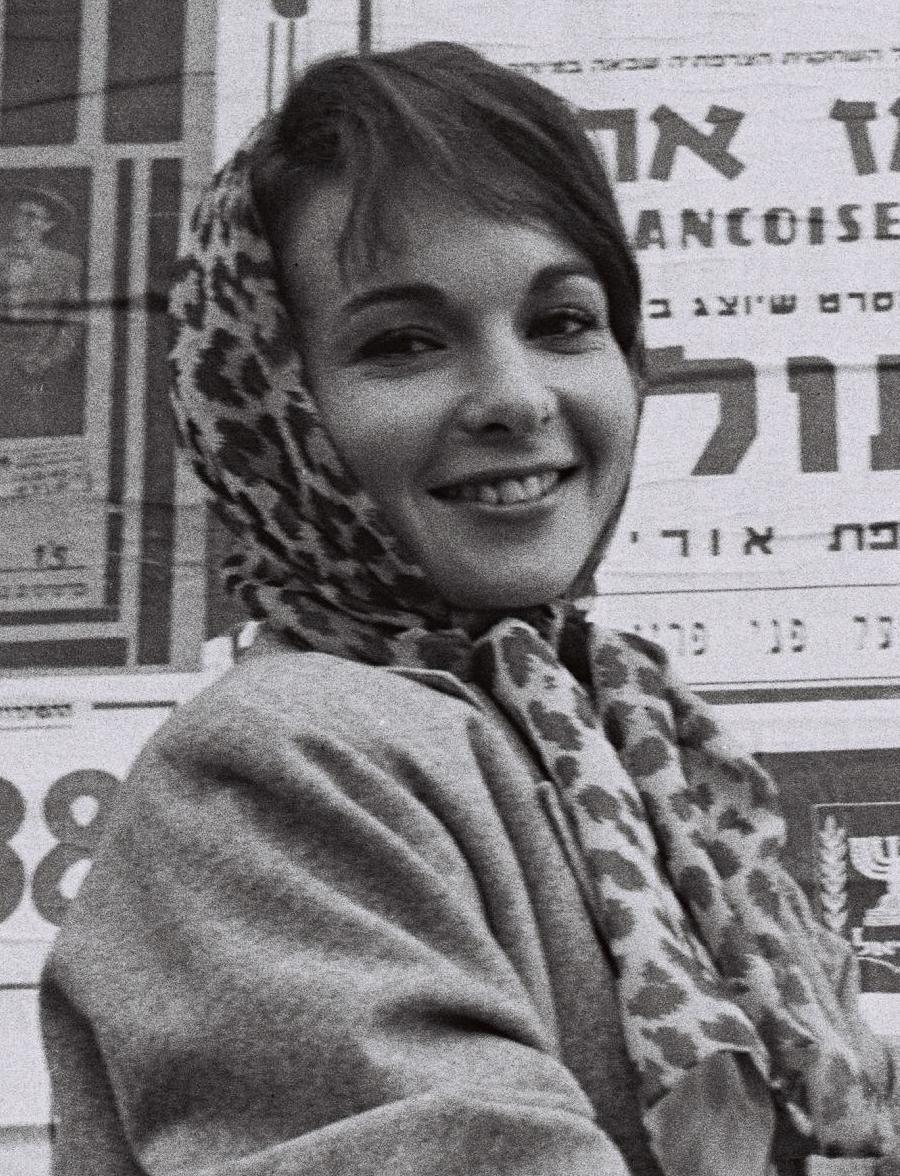

Алжирского происхождения. Дочь театральной актрисы и генерала артиллерии. В 1945 году с семьёй переехала в Париж, где изучала драматическое искусство.
Дебютировала в 1954 году. За свою карьеру снялась в 95 фильмах и сериалах.
Позже перешла на телевидение, снималась в различных телефильмах и мини-сериалах. В 1995 году опубликовала свою автобиографию под названием Animal doué de bonheur.
В конце жизни страдала от болезни Альцгеймера. Похоронена на кладбище Монпарнас.

## Избранная фильмография
- 1949 : Свидание в июле
- 1949 : L'Épave
- 1950 : Министерство труда
- 1950 : Nous irons à Paris
- 1951 : Алая роза
- 1951 : Mon ami le cambrioleur
- 1951 : La Plus Belle Fille du monde
- 1951 : Mammy
- 1951 : La Maison Bonnadieu
- 1952 : La Forêt de l’adieu
- 1952 : Le Désir et l’Amour
- 1952 : Le Fruit défendu
- 1952 : Adieu Paris
- 1953 : Les Amants de Tolède
- 1953 : Спальня старшеклассниц
- 1953 : Ночные компаньоны
- 1954 : Orage
- 1954 : La Rage au corps
- 1954 : Secrets d’alcôve
- 1954 : Такие разные судьбы
- 1955 : Если бы нам рассказали о Париже
- 1955 : Les Amants du Tage
- 1955 : Наполеон: путь к вершине
- 1955 : Французский канкан
- 1956 : Paris, Palace Hôtel
- 1956 : Des gens sans importance
- 1956 : Le Pays d’où je viens
- 1956 : Мадемуазель Стриптиз
- 1957 : Sait-on jamais…
- 1957 : C’est arrivé à 36 chandelles
- 1958 : La Chatte
- 1958 : Thérèse Étienne
- 1958 : Cargaison blanche
- 1959 : Asphalte
- 1959 : La Bête à l’affût
- 1959 : Дорога школяров
- 1960 : La Morte-Saison des amours
- 1960 : Le Bal des espions
- 1960 : La Chatte sort ses griffes
- 1962 : Les Parisiennes
- 1962 : Дьявол и десять заповедей
- 1963 : Vacances portugaises
- 1964 : Lucky Joе
- 1964 : Убийца в спальном вагоне
- 1967 : Le Dimanche de la vie
- 1969 : Le Petit Théâtre
- 1969 : Время жить
- 1971 : Испанки в Париже
- 1971 : La Première Année
- 1974 : Dialogue d’exilés
- 1975 : L’Indice de la quinzaine
- 1977 : Black-Out
- 1977 : Violette et François
- 1977 : Dernière sortie avant Roissy
- 1979 : Bobo Jacco
- 1984 : Ronde de nuit
- 1986 : La Mouche
- 1987 : Nuit docile
- 1989 : Voir l'éléphant
- 1992 : Les Années campagne
- 1992 : Dimanche à Aix
- 1995 : Сто и одна ночь Симона Синема
- 1996 : Temps de chien de Jean Marbœuf : Rosa Bellefeuille
- 1997 : Post coïtum animal triste
- 2000 : Photo de famille
- 2000 : Merci pour le geste
- 2012 : Beau Rivage
- 2016 : Le Cancre

### на французском языке
- Françoise Arnoul. Animal doué de bonheur. Belfond, 1996, 295 pages, ill. ISBN 978-2-7144-3244-5